# Aljaksandr Milinkewitsch

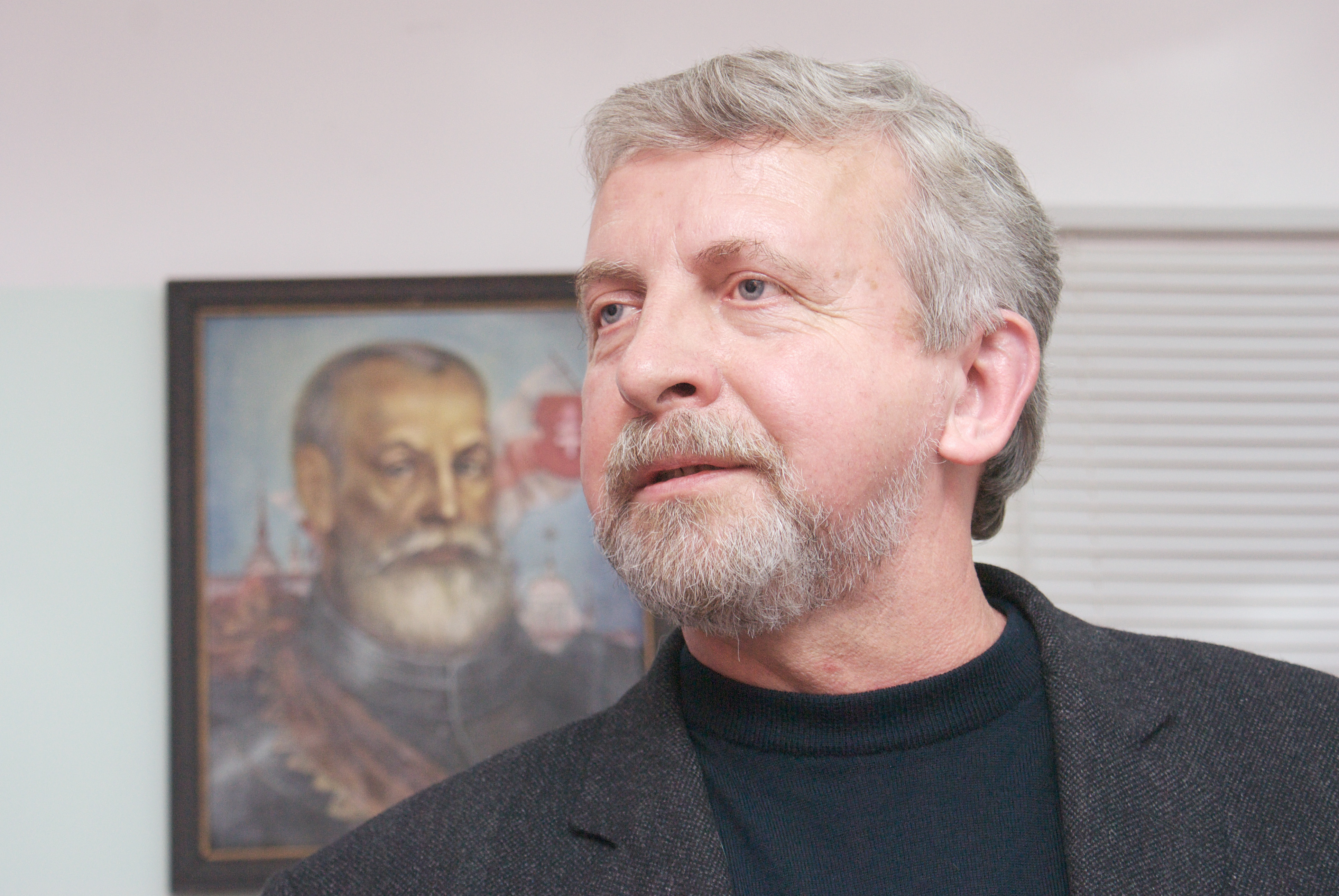
Aljaksandr Milinkewitsch, 2009

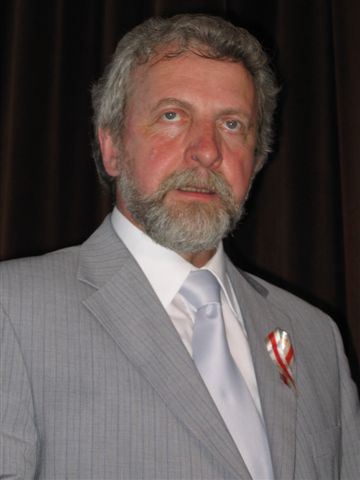
Aljaksandr Uladsimerawitsch Milinkewitsch, Warschau, 5. Juli 2006

Aljaksandr Uladsimerawitsch Milinkewitsch (* 25. Juli 1947 in Hrodna, Belarussische SSR, Sowjetunion) ist ein belarussischer Politiker und Physiker.

## Leben
Aljaksandr Milinkewitsch stammt aus der Familie eines Lehrers. Sein Urgroßvater nahm 1863–64 am polnischen Januaraufstand teil und wurde von der russischen Armee verfolgt. Sein Großvater war Aktivist der weißrussischen Nationalbewegung in den 1920ern.
1965 absolvierte Milinkewitsch die Schule mit Auszeichnung. 1969 absolvierte er die Fakultät für Physik und Mathematik des Pädagogischen Instituts Hrodna. Bis 1972 arbeitete er als Lehrer, später, nach Verteidigung seiner Doktorarbeit, war er Wissenschaftler an der Belarussischen Akademie der Wissenschaften.
1976 wurde er mit einer Doktorarbeit über den „Mechanismus der Erzeugung überstarker Laserpulse“ promoviert. Milinkewitsch kehrte nach Hrodna zurück und arbeitete dort als Ingenieur und Professor. Von 1978 bis 2000 war er Dozent an der Physikalischen Fakultät der Universität Hrodna. Von 1980 bis 1984 war Milinkewitsch Leiter des Lehrstuhls für Physik an der Universität von Sétif in Algerien. Später war Milinkewitsch Gastdozent an den Universitäten Montpellier (Frankreich) und University of California (USA).
Aljaksandr Milinkewitsch ist verheiratet und Vater von zwei Kindern.

## Staatsdienst
Von 1990 bis 1996 war Milinkewitsch Vizebürgermeister der Stadt Hrodna. Er befasste sich mit Fragen der Ausbildung, der Gesundheit, der Jugend, des Sports, der Medien, der Religion und der Denkmäler. Ab 1996 war er Vorsitzender der Nichtregierungsorganisation „Ratuscha“ in Hrodna, die von der Regierung im Jahr 2003 verboten wurde. Ab 2001 war Milinkewitsch Stableiter des Präsidentschaftskandidaten der vereinigten Opposition Sjamjon Domasch. Seit 2003 ist er Programmleiter der Stiftung für Förderung der regionalen Entwicklung.
Am 2. Oktober 2005 nominierten die belarussischen Oppositionsparteien Aljaksandr Milinkewitsch zu ihrem gemeinsamen Kandidaten für die Präsidentschaftswahl 2006 am 19. März. Manche Beobachter rechneten damit, dass seine (aussichtsreiche) Kandidatur von Präsident Lukaschenka mit juristischen Tricks untersagt werden könnte; durch politische Besuche in Russland und EU-Ländern (u. a. am 2. Februar 2006 bei Bundeskanzlerin Merkel und Bundesaußenminister Steinmeier) hat er jedoch erfolgreich politische Unterstützung dagegen gesucht. Seine Mitbewerber Aljaksandr Kasulin und Sjarhej Hajdukewitsch hatten nach Ansicht von Beobachtern keine reellen Wahlchancen.
Ende April 2006 wurde Milinketwitsch wegen „Aufrufs zu zivilem Ungehorsam“ nach einer Großkundgebung der Opposition zum 20. Jahrestag der Katastrophe von Tschernobyl festgenommen und zu 15 Tagen Haft verurteilt. Er selbst sprach von einem politisch motivierten Verfahren.

## Öffentliche und wissenschaftliche Arbeit
Milinkewitsch ist bekannt als Historiker und Regionalwissenschaftler. Zehn Jahre lang war er Autor einer Sendung über die Geschichte seiner Region im Hrodnaer Fernsehen. Auf Initiative von Milinkewitsch wurde die Turmuhr von Hrodna restauriert – eine der ältesten Uhren Europas (15.–16. Jahrhundert).
Milinkewitsch war Initiator der Suche und Erforschung der Überreste des Grabes des letzten Königs von Polen-Litauen Stanislaus II. August Poniatowski.
1968–1969 war Milinkewitsch belarussischer Meister in Basketball. 1996–1997 war er Präsident des Basketballvereines Hrodna-93.
Milinkewitsch ist Autor von 65 wissenschaftlichen Werken über Quantenelektronik, Lasertechnik, Geschichte, Kultur, Bildung und Architektur in Belarus.

## Auszeichnungen
- Ritter der Freiheit polnisch Rycerz Wolności (Polen) 2006[1]
- Internationaler Preis der unabhängigen Stiftung „POLCUL“ (Australien)
- Sacharow-Preis für geistige Freiheit 2006
- Hanno R. Ellenbogen Citizenship Award der Prague Society for International Cooperation und der Global Panel Foundation 2007